# Grete Jalk

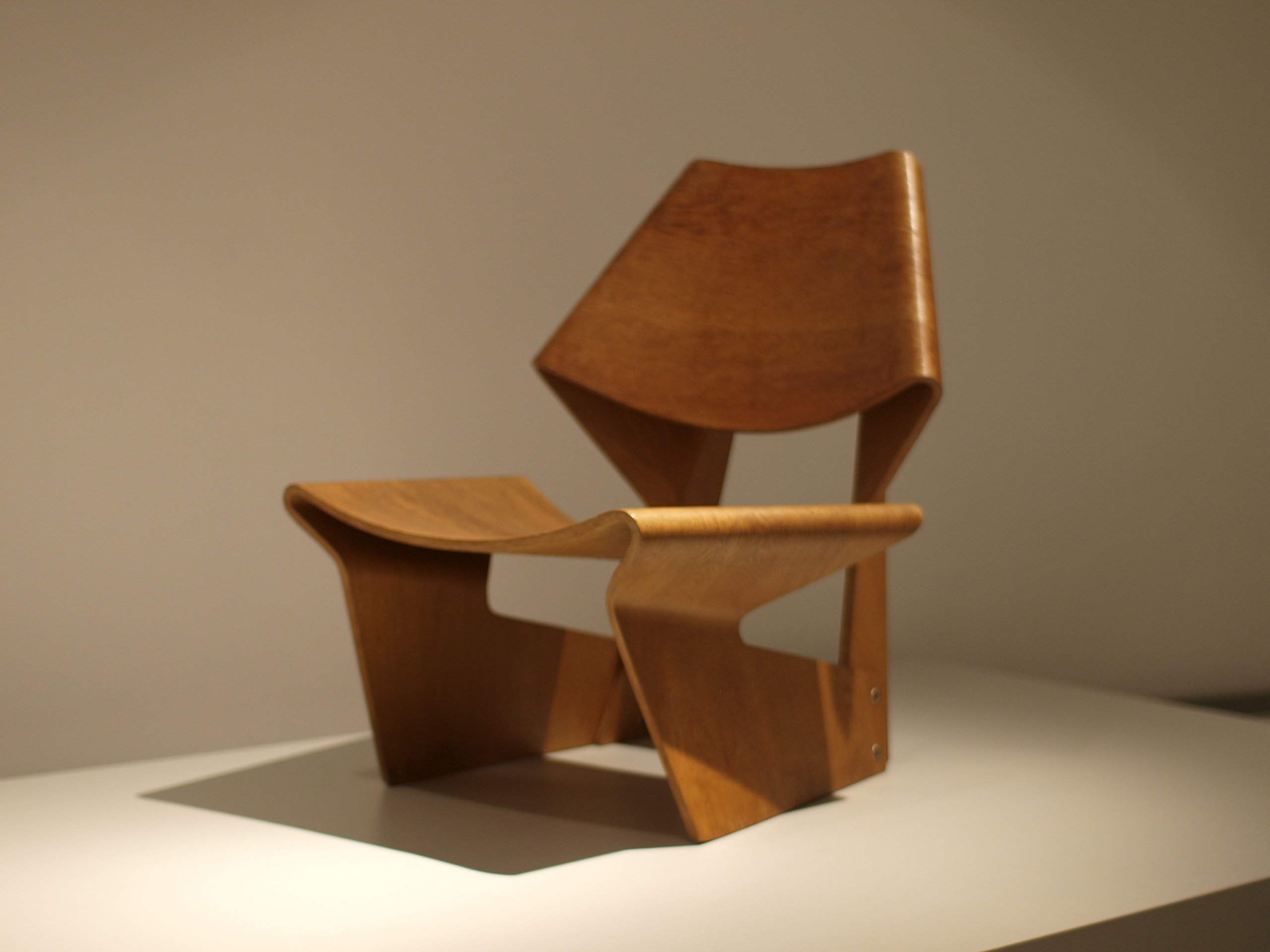
Grete Jalk - GJ chair

Grete Juel Jalk (née le 18 juin 1920 et morte en 2006) est une créatrice de meubles danoise.

## Formation
Jalk est née à Copenhague. Après avoir été diplômée de l'école secondaire, section langues et  philosophie, elle a étudié à l'École de design pour femmes (de 1940 à 1943) avec l’ ébéniste Karen Margrethe Conradsen. Elle a terminé ses études à la Danish Design School en 1946, et a également suivi  un  enseignement  avec  Kaare Klint à l'Académie royale des beaux-arts du Danemark.
Elle a pris part aux compétitions annuelles du Musée du Design et du département  mobilier de la Design School, où elle a également enseigné de 1950 à 1960.

## Design de Mobilier
En 1953, Jalk ouvre son propre studio de design. Inspirée par le mobilier stratifié, courbé, contreplaqué de Alvar Aalto et les créations en contreplaqué moulé de Charles Eames, elle commence à développer ses propres modèles tout en courbes. L’intérêt pour ces modèles non conventionnels a progressé lentement.
En 1963, le journal anglais The Daily Mirror lance un concours pour  la création d’une chaise pour un homme et d’une chaise pour une femme. 
Jalk  a remporté le premier prix avec deux fauteuils laminés différents, la chaise Il et la chaise Elle.
À côté de ces expériences plutôt avancées, Jalk a développé de nombreux  meubles  plus simples pour les fabricants, y compris un haut bureau et tabouret, un ensemble d'étagères en pin d'Oregon et une série de chaises avec des sièges et dos tapissés sur une base en acier incurvée. Ces meubles fabriqués industriellement, offraient des  lignes confortables et claires. Ces pièces étaient particulièrement bien adaptées pour les calendriers de production rapides, simples et économiques. Ils  ont contribué à  donner  au Danemark une réputation internationale dans le domaine de la conception de meubles.
Des entreprises  américaines et finlandaises ont fabriqué certaines de ses lignes destinées à l’habitat moderne parmi lesquelles un système mural de  rangement (1961), une salle de séjour avec une table  basse (1962), un système avec des compartiments pour abriter stéréo, télévision, disques, cassettes et haut-parleurs (1963),,.